# Малахов, Валерий Павлович
Вале́рий Па́влович Мала́хов (9 июля 1941, Хабаровский край) — доктор технических наук, в 1987 — 2010 годах ректор Одесского национального политехнического университета. Заведующий кафедрой компьютерных систем, почётный гражданин города Одессы, член-корреспондент Академии педагогических наук Украины, профессор, заслуженный деятель науки и техники Украины, заслуженный работник народного образования Украины, академик.

## Биография
В 1963 г. окончил Одесский политехнический институт (с 2001 г. национальный университет). После окончания был направлен на педагогическую работу в этот институт.
С 1963 г. последовательно занимал должности ассистента, старшего преподавателя, доцента, профессора. С 1972 г. — кандидат технических наук, доцент, в 1975—1984 гг. — декан факультета, в 1984—1987 гг. — проректор по учебной работе, с мая 1987 г. — ректор Одесского национального политехнического университета. Стал первым ректором на Украине, которого выбрал коллектив высшего учебного заведения на эту должность демократическим путём на альтернативной основе. С 1989 г. — заведующий кафедрой «Компьютерные системы». С 1989 г. — доктор технических наук.
Весной 2010 года министр образования Украины Дмитрий Табачник уволил Малахова с должности ректора Одесского национального политехнического университета «в связи с окончанием срока действия контракта».
В 2016 году была издана его книга «Вокруг света за… 23 года или необыкновенные наблюдения „обыкновенного“ ректора (листая путевые дневники прежних лет)», с которой В. П. Малахов в августе 2017 года стал лауреатом XVIII конкурса «Українська мова — мова єднання» в номинации «Пошук. Iстина. Наука».

## Деятельность
Под руководством В. П. Малахова Одесский политехнический институт приобрел статус университета (1992 г.) и получил звание национального высшего учебного заведения (2001 г.). 
В. П. Малаховым создана научная школа по разработке методов и способов автоматизированного синтеза и проектирования электронных устройств управления и контроля, а также информационно-измерительной и вычислительной техники. Им разработана универсальная классификация активных линейных цепей, которая позволяет не только синтезировать все существующие линейные активные схемы, но и предварительно прогнозировать структуру, необходимый элементный базис и свойства новых схем, которые только разрабатываются. Автор более 220 публикаций, среди них 7 изобретений, 12 монографий, учебников и учебных пособий. Например: «Электронные цепи непрерывного и импульсного действия», «Аналоговая схемотехника», «Економіко-математичні основи ефективної інвестиційної політики держави», «Проектування мікропроцесорних систем», «Матричная методология в теории акустоупругого эффекта», «Схемотехніка цифрових пристроїв», «Периферійні пристої» и др.
В. П. Малахов подготовил 7 докторов и 14 кандидатов наук. Он является председателем специализированного совета по защите диссертаций на получение учёной степени доктора технических наук по трём специальностям.
Главный редактор научного и производственно-практического сборника по техническим и естественным наукам «Труды Одесского политехнического университета» и издания «История Одесского политехнического в очерках».
В. П. Малахов является председателем совета ректоров высших учебных заведений III—IV уровней аккредитации Южного региона Украины.
Заместитель председателя ассоциации технических университетов Украины, президент Одесской областной организации союза научных и инженерных объединений Украины. Член Международной ассоциации ректоров университетов (International Association of University Presidents — IAUP), член Ассоциации ректоров университетов Европы (The Club of the Rectors of Europe — CRE), член бюро Южного научного центра Национальной академии наук Украины и Министерства образования и науки Украины, член аттестационной Коллегии Министерства образования и науки Украины, член Национального мониторингового комитета Украины Международного общества по инженерной педагогики (International Society for Engineering Education — IGIP (недоступная ссылка)), член Совета по аккредитации Национального агентства по аккредитации Украины.

## Награды
В. П. Малахов награждён орденами «За заслуги» I, II и III ст., «Святого князя Володимира» III ст., медалью «Незалежність України», международными наградами им. Сократа «За особистий внесок в інтелектуальний розвиток сучасного суспільства», «Святої Софії» и «Лаври Слави». Награждён Президией Академии наук высшей школы Украины наградой Святого Владимира «За особистий внесок в організацію вищої школи, розвиток української науки та розбудову державності в Україні».